# Batrisus formicarius
Batrisus formicarius — вид мірмекофільних жуків-потаємців з родини стафілініди.
Дрібний жук, хоча для потаємців відносно великий: довжина тіла 3-3,5 мм. Іржаво-червоний. Другий та третій тергіти черевця з боків не окантовані. На передньоспинці три базальні ямки, з'єднані поперечними борозенками. Надкрила короткі, тому останні тергіти черевця добре видно зверху. 
Виявлені в гніздах мурашок роду Lasius (Lasius brunneus, Lasius emarginatus, Lasius alienus). Живляться кліщами-мірмекофілами. Часто можна зустріти під корою соснових колод та пнів.
Поширений у Центральній і Південній Європі. В Україні нечастий вид.